# Relleu invertit
L'acció perllongada de l'erosió en les serralades i en els massissos antics ocasiona el que es denomina en Geomorfologia (i també en Geologia i en Ciències de la Terra), una inversió del relleu, procés en el qual, a través d'un llarg període, s'origina un desgast major i més accelerat de les parts que originalment estaven més elevades i, per contra, una erosió molt menor i més lenta a les zones que al principi estaven més baixes.

## Serralades i muntanyes de plegament

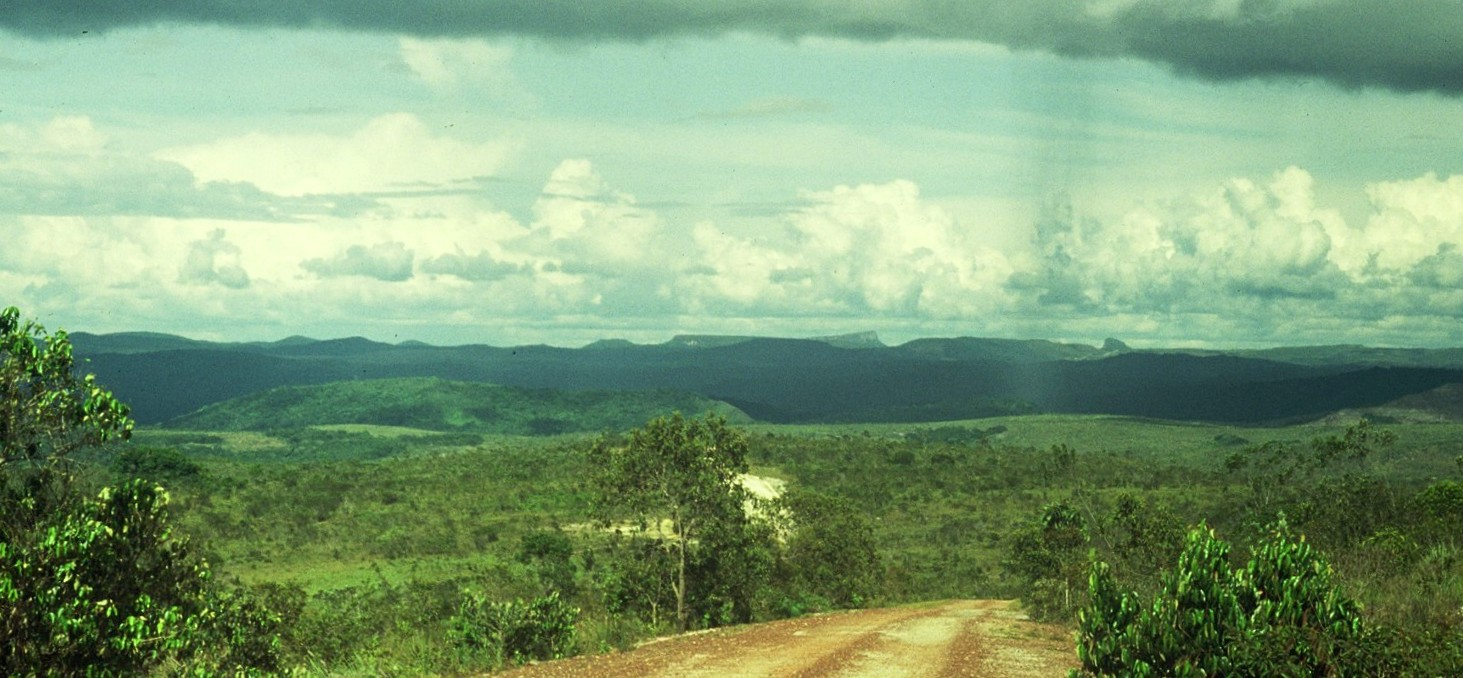
Panorama de la Gran Sabana, al sud de l'Estat Bolívar, a Veneçuela. Pot veure's la silueta de l'altiplà del Peraitepuy, un sinclinal suspès, que es contínua a la dreta per un anticlinal buidat del que només queden restes dels flancs.

Les forces internes de l'escorça terrestre donen origen a aixecaments i enfonsaments del relleu al llarg de cadenes de muntanyes plegades (Serralades) o també anomenades horsts; o de depressions tectòniques, anomenades grabens i conques sedimentàries. A les muntanyes o serralades de plegament pot observar-se la formació d'anticlinals, que són les parts més elevades del plegament i sinclinals, que són les parts còncaves o més deprimides. Així doncs, els plegaments del relleu venen a ser ondulacions de la superfície terrestre produïdes per les forces internes, que són les que solen "construir" el relleu, és a dir, les que produeixen l'aixecament de les masses rocoses de l'escorça terrestre.

### Anticlinals i sinclinals
Les serralades solen originar-se per l'aixecament d'una zona d'estrats o capes de roques sedimentàries que es bomben produint anticlinals successius intercalats per les zones deprimides o sinclinals. Els anticlinals són atacats des del primer moment per l'erosió en quedar més elevats i fracturats pel mateix aixecament. En canvi, en els sinclinals solen dipositar-se sediments procedents de les parts més elevades del relleu, procés en el qual aquests sediments venen a constituir una capa protectora que retarda el procés d'erosió. En passar molt temps, els anticlinals queden rebaixats o buidats per l'erosió formant el que es coneix com a vall anticlinal o anticlinal buidat, mentre que els sinclinals queden suspesos a major altura (sinclinal suspès o sinclinal penjat). En la imatge del Peraitepuy pot veure's una síntesi de diverses formes del relleu invertit: un sinclinal suspès que forma un típic tepui, un anticlinal buidat per l'erosió en el qual es conserven les restes dels seus flancs (al centre de la foto, per darrere d'una tènue cortina de pluja) i cap a l'esquerra, crestes simètricament espaiades que corresponen a estrats més resistents a l'erosió amb el tall de les costes també cap a l'esquerra, la qual cosa indica la presència del flanc d'un anticlinal completament erosionat, una forma típica del relleu apalatxià constituïda per crestes de roques resistents que formen costes intercalades, al seu torn, per valls situades en estrats de roques menys resistents. Pot dir-se que el relleu apalatxià, que trobem particularment en els Apalatxes però també en altres parts del món, constitueix una forma de relleu no tan antiga com el relleu invertit pròpiament dit.

### Els tepuys
Un tepuy és un exemple molt clar de sinclinal suspès. Solen tenir les vores més elevades en forma de costes amb parets gairebé verticals, tallades nítidament per l'erosió regressiva i que deixen al centre un relleu d'altiplans còncaus i elevats a causa del buidat dels anticlinals que es trobaven originalment a major altura entre els actuals tepuys.

## Falles i depressions tectòniques
Les zones de falles també poden donar origen a un fenomen d'inversió del relleu similar al que ocorre a les muntanyes de plegaments antics. Per això és necessari que l'estrat superior sigui una mica més resistent i que es trobi sobreposat a capes de roques menys consolidades que poden ser rebaixades per l'erosió ràpidament. Quan es produeix una falla o línia de falles en una zona determinada (per exemple, quan es produeix una falla normal), la part aixecada és erosionada primer i amb major facilitat fins que l'erosió assoleix els estrats més febles que resulten buidats fins a arribar a un nivell inferior que el que tenia el bloc que no s'havia aixecat. Els blocs que formen les falles poden desplaçar-se bruscament entre si durant els terratrèmols però, en general, el seu moviment relatiu sol ser més lent i progressiu.